# Kultur i Syd
Kultur i Syd er en forening, stiftet i 2004 af en kreds af erhvervsfolk i Sønderborg. Formålet var at skabe kulturelle aktiviteter i Sønderborg kommune, i særdeleshed koncerter, men også Haderslev kommune kom meget hurtigt med i dette samarbejde.
Kultur i Syd havde sit gennembrud i august 2005, hvor man i samarbejde med Sønderjyllands Symfoniorkester arrangerede en koncert med den nu afdøde italienske tenor Luciano Pavarotti i slotshaven ved Augustenborg slot.
Efterfølgende har Kultur i Syd arrangeret koncerter og andre events i Haderslev, Sønderborg og Augustenborg med et bredt udsnit af verdensstjerner som Roger Waters, Elton John, Eric Clapton, B.B. King med mange flere, samt en enkelt afstikker til Odense, hvor Leonard Cohen optrådte.
I 2014 lancerede Kultur i Syd et partoutkort, som gav adgang til en stribe koncerter i juni og august måned på udendørsscenen i Mølleparken, midt i Sønderborg. Dette har man gentaget hver sommer siden med et program, som primært består af danske topnavne såvel som nye danske bands og solister på vej op.
Kultur i Syd hviler på 3 søjler: Flere end 60 sponsorer i det lokale erhvervsliv, et stort antal frivillige, der udfører det praktiske arbejde ved arrangementerne samt et meget stort befolkningsgrundlag, som giver billetindtægter og følgesalg.
De største koncerter trækker gæster fra hele Danmark og fra det nordlige Tyskland, men det er især det sønderjyske publikum, der bakker op omkring Kultur i Syd.